# 山本一郎 (海軍軍人)
山本 一郎(やまもと いちろう、1918年6月19日 - 1944年6月19日)は日本の海軍軍人。最終階級は海軍少尉。大日本帝国海軍に所属し、エース・パイロットとして第二次世界大戦で活躍した。公式記録で敵機を11機撃墜している。

## 生涯
愛媛県の漁村に生まれる。高等小学校卒業後、1936年（昭和11年）海兵団入団、1939年（昭和14年）12月に第50期操縦練習生に採用され、翌1940年6月卒業。
大分海軍航空隊、佐世保海軍航空隊、空母瑞鳳を経て、太平洋戦争開戦直前は翔鶴乗組。真珠湾攻撃では母艦上空の直衛担当。
インド洋、珊瑚海海戦など多くの戦闘、作戦に参加し、17年5月8日、制空隊（長：帆足工大尉）として米空母攻撃隊を直衛、単独で4機撃墜。10月26日、南太平洋海戦では母艦上空の直衛担当についていたところ来襲した米艦攻・艦爆隊と交戦し、列機2機とともに9機を共同撃墜。
11月、上飛曹に昇進、内地に戻り大分空教員。翌1943年末、翔鶴乗組となり、ついで新設された第六〇一海軍航空隊附。
1944年6月19日に勃発したマリアナ沖海戦中、第1次攻撃隊の小隊長として敵機動部隊に向かいつつ雷撃隊直衛についていたところ、アメリカの航空母艦から発艦したF6F艦上戦闘機の攻撃を受け、2機を撃墜したが、自らも被弾し死亡した。